# Stasina hirticeps
Stasina hirticeps là một loài nhện trong họ Sparassidae.
Loài này thuộc chi Stasina. Stasina hirticeps được Lodovico di Caporiacco miêu tả năm 1955.